# ロンボク海峡
ロンボク海峡（ロンボクかいきょう、バリ語:Selat Lombok、英語: Lombok Strait）は、インドネシア中部小スンダ列島のロンボク島とバリ島とを隔てる海峡。最も狭いところでは幅18km。以西のマラッカ海峡やスンダ海峡より水深が深く250mほどあり、マラッカ海峡等を航行できない大型船（ポストマラッカマックス、ケープサイズ）の航路として重要。南の水域はインド洋、北の水域はフロレス海である。
日本のシーレーンの内、オーストラリア、ブラジル、南アフリカなどから鉄鉱石などの鉱物資源や石炭などのエネルギー資源を輸送する商船が通行する重要なチョークポイントである。加えてマラッカマックスを超える大型船がインド洋と太平洋の間を移動する場合や、地政学的リスク等の理由でマラッカ海峡および南シナ海が航行できない場合は、太平洋とインド洋を結ぶ重要なシーレーンのチョークポイントとして、マカッサル海峡と共に重要視されている海峡である。
英国の自然科学者ウォーレスにより提唱された動物分布の境界線であるウォーレス線がこの海峡を通る。
海流は強い潮汐の影響もあり変動が大きいが、平均すると南向きである。この流れはインドネシア通過流の一部である。